# Альбрехт VII Мекленбургский
Альбрехт VII Красивый (нем. Albrecht VII. der Schöne; 25 июля 1486 — 7 января 1547) — третий сын герцога Магнуса II Мекленбургского и Софии Померанской, правил после смерти своего отца 20 ноября 1503 года совместно со своим дядей Бальтазаром Мекленбургским (ум. 16 марта 1507) и своими братьями Генрихом V Мекленбургским и Эрихом II Мекленбургским (ум. 22 декабря 1508). При разделе земель по Нойбранденбургскому династийному договору от 7 мая 1520 года он получил герцогство Мекленбург-Гюстров.
Генрих с самого начала приветствовал и способствовал распространению Реформации, а Альбрехт в конечном счёте напрасно противостоял Реформации.
Когда король Дании Кристиан II был смещён с трона в 1523 году и попал в плен при попытке вернуть себе власть, Альбрехт VII выступил в качестве претендента на трон, во время Графской распри (1534—1536) с помощью ганзейских городов Любека и Висмара взял 8 апреля 1535 года Копенгаген, но вскоре был окружён с суши и с воды своим противником Кристианом III. 29 июля 1536 года он капитулировал и отказался от своих претензий на трон.
В 1542—1543 годах Альбрехт VII безуспешно пытался добиться шведской короны с именитой помощью, оказывая поддержку восставшим под управлением Нильса Дакке в Смоланде и в южном Эстергётланде. Поддержка восстания Даке также не дала результатов.

## Брак и потомки
17 января 1524 года Альбрехт женился на принцессе Анне Бранденбургской, дочери бранденбургского курфюрста Иоахима. В этом браке родилось десять детей:
- Магнус (1524)
- Иоганн Альбрехт I, герцог Мекленбург-Гюстрова, с 1552 года — всего Мекленбурга
- Ульрих, герцог Мекленбург-Гюстрова, с 1592 года герцог Мекленбурга
- Георг Мекленбург-Гюстровский (1528—1555)
- Анна Мекленбург-Гюстровская (1533—1602), замужем за Готхардом Кетлером, герцогом Курляндии с 1566 года
- Людвиг Мекленбургский (1535)
- Иоганн Мекленбургский (1536)
- Кристоф Мекленбургский (1537—1592), администратор Ратцебургского епископства (1554—1592)
- София (1538)
- Карл I (1540—1610)